# Мительман, Савелий Яковлевич
Савелий Яковлевич Мительман (3 января 1940, Люберцы — 21 декабря 2004, Москва) — советский и российский художник, представитель андеграунда.

## Биография
Родился в 1940 году в семье служащих. В 1966 году окончил факультет прикладного искусства Московского текстильного Института. Самостоятельным творчеством стал заниматься с начала семидесятых годов. Принимал участие в квартирных выставках нонконформистов, выставках 1974 г. в парке Измайлово и в Беляево (так называемая «Бульдозерная выставка»). В 1979 году вступил в Объединенный комитет художников-графиков, впоследствии преобразованный в Международную Федерацию художников ЮНЕСКО и с тех пор регулярно участвовал в художественной жизни этой организации. По своему умонастроению был близок к московскому андеграунду, хотя ни в какие творческие группировки не входил. Первый показ работ (слайд-фильм) состоялся в 1985 году в Доме творчества ВТО в Щелыкове. В 1986 году с успехом прошла первая персональная выставка на Малой Грузинской, 28. В последующие годы провел более тридцати персональных выставок, участвовал в международных салонах в Москве и Барселоне, на аукционах картин в Гданьске, Лондоне и Нью-Йорке. В своей живописи не придерживался какой-либо заданной эстетической программы, хотя каждая работа имеет свою концепцию. Впрочем, имеется цикл непрограммных работ-импровизаций. Проблема стиля не являлась главной в творчестве художника.
Из наиболее крупных показов: выставки Международной федерации в Манеже, Объединения «Экология» и «Памяти жертв сталинизма» в ЦДХ на Крымском Валу, «Золотая кисть» — 1997, 1998, 1999 г.г. Манеж, ЦДХ.
Работы художника находятся в галереях и частных собраниях около 30 стран мира, а также в Государственном центральном музее современной истории России (6 работ), в Государственном музее В. В. Маяковского, в музее г. Александрова.
Похоронен на Митинском кладбище.

## Персональные выставки
- 1990 г. январь — выставочный зал в Кунцево
- 1990 г. — выставка в г. Гданьске «Упадок идеи»
- 1992 г. — галерея «Интер-Марс»
- 1994 г. сентябрь-октябрь — Юнион-Галерея
- 1995 г. март-апрель — галерея Остоженка
- 1995 г. август — ЦДХ
- 1998 г. июль-август — ЦДХ
- 2000 г. январь — галерея Раменки
- 2000 г. март — выставочный зал на Таганке
- 2001 г. сентябрь — ЦДХ
- 2001 г. — выставка в Барселоне
- 2009 г. — Выставочный зал «Творчество». Москва.